# Salvia transhimalaica
Salvia transhimalaica là một loài thực vật có hoa trong họ Hoa môi. Loài này được Yonek. mô tả khoa học đầu tiên năm 2008.